# La Classique Morbihan 2025
De elfde editie van de wielerwedstrijd La Classique Morbihan vond plaats op 9 mei 2025. De 151 deelneemsters moesten een parcours van 112,6 kilometer in en rond Josselin afleggen. De wedstrijd had de UCI-categorie 1.1. De Nederlandse Eline Jansen won, voor haar landgenote Amber Kraak en de Italiaanse Giada Borghesi.

## Uitslag
| Plaats  | Naam               | Ploeg                        | Tijd     |
| ------- | ------------------ | ---------------------------- | -------- |
| Winnaar | Eline Jansen       | VolkerWessels                | 2u59'06" |
| 2       | Amber Kraak        | FDJ-SUEZ                     | z.t.     |
| 3       | Giada Borghesi     | Human Powered Health         | z.t.     |
| 4       | Noä Jansen         | Liv AlUla Jayco Cont.        | z.t.     |
| 5       | Sarah Van Dam      | CERATIZIT                    | z.t.     |
| 6       | Kiara Lylyk        | Winspace Orange Seal         | z.t.     |
| 7       | Alli Anderson      | Black Magic p/b Torelli      | z.t.     |
| 8       | Valentine Fortin   | Cofidis                      | z.t.     |
| 9       | Sofia Bertizzolo   | UAE Team ADQ                 | z.t.     |
| 10      | Justine Gegu       | Elles-Groupama-Pays de Loire | z.t.     |
| 11      | Mia Griffin        | Roland                       | z.t.     |
| 12      | Manon de Boer      | DD Group                     | z.t.     |
| 13      | Victoire Berteau   | Cofidis                      | z.t.     |
| 14      | Barbora Němcová    | Dukla Praha                  | z.t.     |
| 15      | Kristýna Burlová   | CERATIZIT                    | z.t.     |
| 16      | Amandine Fouquenet | Arkéa-B&B Hotels             | z.t.     |
| 17      | Carlotta Cipressi  | Human Powered Health         | z.t.     |
| 18      | Laura Molenaar     | VolkerWessels                | z.t.     |
| 19      | Eglantine Rayer    | FDJ-SUEZ                     | z.t.     |
| 20      | Jasmin Liechti     | NEXETIS                      | z.t.     |
|         |                    |                              |          |
| 46      | Cleo Kiekens       | DD Group                     | + 18"    |